# Hynobius boulengeri
Hynobius boulengeri é uma espécie de anfíbio caudado pertencente à família Hynobiidae, que é endêmica do Japão.